# Gäddtjärnen (Älvsby socken, Norrbotten, 731591-172962)
Gäddtjärnen är en sjö i Älvsbyns kommun i Norrbotten och ingår i Piteälvens huvudavrinningsområde.